# Departementsprefect
De departementsprefect is in Frankrijk de prefect die aan het hoofd staat van een departement.

## Geschiedenis
De functie van Frans prefect als hoogste gezagsdrager op departementaal niveau is in het jaar 1800 in het leven geroepen door de eerste consul van Frankrijk, Napoleon Bonaparte. De bijbehorende wet werd op 17 februari ingevoerd.. Het doel was om de Franse departementen beter te kunnen besturen en op internationaal niveau de vrede te handhaven. Een van de eerste Franse prefecten was Vincent-Marie de Vaublanc, die in 1805 tot prefect van Metz werd gekozen en in 1815 minister van Binnenlandse Zaken werd. Tijdens de periode van de Franse Restauratie werden departementsprefecten aangewezen om de orde te handhaven.
Tussen 1948 en de nieuwe wetsverordeningen van 10 mei 1982 en 29 februari 1988 droegen Franse departementsprefecten de titel van commissaris van de Republiek. De functie van prefect heeft echter altijd prefectuur geheten.

## Functies
De Franse departementsprefect heeft als gevolg van de Franse decentrale organisatie van het bestuur een zeer uitgebreid takenpakket. Zo draagt hij niet alleen de volledige zorg voor zaken als ruimtelijke ordening, openbare orde en de algemene veiligheid, maar hij is ook verantwoordelijk voor de gezondheid van alle inwoners van het departement waar hij mee is belast. Onder deze laatste bevoegdheid vallen bijvoorbeeld zaken als het toezicht houden op de vervuilende industrie en het uitdelen van rijbewijzen. Verder draagt de prefect zorg voor het behoud van zaken zoals een monument historique, die onder het culturele erfgoed vallen. Tegenwoordig draagt de departementsprefect een deel van zijn macht over aan de onderprefecten. In Parijs heeft de departementsprefect ook de functie van regioprefect. Dit zijn twee functies, die elders in Frankrijk door verschillende personen worden uitgeoefend.